# Afroféminas
Afroféminas és una comunitat en línia que va néixer el 2014 per donar veu i visibilitzar les dones afrodescendents/ negres a l'Estat espanyol. El seu objectiu és ser un mitjà digital on es parli de literatura, opinió, poesia i periodisme per establir un diàleg des de la perspectiva de la dona racialitzada. La seva fundadora i directora actual és Antoinette Torres Soler, investigadora social d'origen cubà.
El grup Afroféminas promou la difusió d'experiències, veus i coneixements de dones negres i d'altres que contribueixen amb temes d'interès del col·lectiu. També ofereixen tallers on conflueixen les seves experiències i vivències amb les de les dones caucàsiques. A més, lideren campanyes d'activisme per canviar conductes post-colonials a la societat i les tradicions espanyoles. Un exemple és el posicionament públic en contra que els patges de la cavalcada reial d'Alcoi, que es presenta com a candidata a ser Patrimoni Immaterial de la Humanitat per la UNESCO.
Un altre dels seus projectes és la creació d'un espai físic a la Casa de la Dona de Saragossa on promocionar i visibilitzar el feminisme negre, poc conegut dins la societat espanyola.
Parteixen d'un enfocament feminista negre, és a dir, de la doble exclusió pel fet de ser dona i racialitzada. Per aquest motiu, defensen el pensament decolonial com a punt de partida per defensar els drets de les dones. La seva tasca defensa els drets humans i una relectura del colonialisme representat des d'una posició hegemònica a la cultura popular i els llibres de text.